# Греко-римская борьба на летних Олимпийских играх 1920 — до 60 кг
Соревнования по греко-римской борьбе в рамках Олимпийских игр 1920 года в полулёгком весе (до 60 килограммов) прошли в Антверпене с 16 по 20 июля 1920 года в Зале торжеств Королевского зоологического общества. 
Схватка по регламенту турнира продолжалась два раунда по 10 минут, и если никто из борцов в течение этих раундов не тушировал соперника, назначался дополнительный раунд, продолжительностью 20 минут, и после него (или во время него) победа присуждалась по решению судей. В отдельных случаях для выявления победителя мог быть назначен ещё один дополнительный раунд, продолжительностью 10 минут. Однако после первого дня соревнований организаторы пришли к выводу, что при такой системе они не успеют провести соревнования, и время схватки сократили до одного 10-минутного раунда, в котором победить можно было только на туше и 15-минутного дополнительного раунда, после которого победа отдавалась по решению судей. 
Турнир проводился по системе Бергваля. Титул разыгрывался между 21 борцом
Учитывая тот факт, что из-за первой мировой войны соревнования долгое время не проводились, сложно было назвать кого-то фаворитом турнира. Фактически были известны лишь Энрико Порро, чемпион игр 1908 года и отчасти Йозеф Беранек, который победил на Межсоюзнических Играх 1919 года в Париже. 
Победу во всех встречах одержал Оскари Фриман, начав свою карьеру двукратного олимпийского чемпиона. Второе место занял его соотечественник Хейки Кяхкёнен, проигравший Фриману в финале. Третье место отвоевал Фритьоф Свенссон, проигравший Фриману в четвертьфинале, затем проигравший в турнире за второе место, и сумевший выиграть турнир за третье место.

## Призовые места
- Оскари Фриман
- Хейки Кяхкёнен
- Фритьоф Свенссон

## Турнир за первое место
В левой колонке — победители встреч. Мелким шрифтом набраны те проигравшие, которых победители «тащат» за собой по турнирной таблице, с указанием турнира (небольшой медалью), право на участие в котором имеется у проигравшего. 

### Первый круг
| Участник 1                   | Результат    | Участник 2          |
| ---------------------------- | ------------ | ------------------- |
| Сандер Бьюман В. Роелс       | По очкам     | Виллем Роелс        |
| Дэниел Галлери Й. ван Маарен | По очкам     | Йоханесс ван Маарен |
| Эдуард Пютсеп А. Дьерикс     | По очкам     | Анри Дьерикс        |
| Эдриен Брайен Я. Диалетис    | Туше (18:22) | Янис Диалетис       |
| Эге Торгенсен Ф. Режач       | Туше (10:14) | Франтишек Режач     |

### Второй круг
| Участник 1                         | Результат    | Участник 2                   |
| ---------------------------------- | ------------ | ---------------------------- |
| Сандер Бьюман В. Роелс, П. Вальо   | Туше (15:20) | Пьеро Вальо                  |
| Энрико Порро Г. Свенссон           | Туше (2:18)  | Готтфрид Свенссон            |
| Оскари Фриман Д. Галлери           | Туше (2:20)  | Дэниел Галлери Й. ван Маарен |
| Фритьоф Свенссон Э. Йенсен         | Туше (12:28) | Эдвин Йенсен                 |
| Эдуард Пютсеп А. Дьерикс, В. Олсен | По очкам     | Вилхелм Олсен                |
| Йозеф Беранек Ж. Буке              | По очкам     | Жюль Буке                    |
| Хейки Кяхкёнен Э. Брайен           | Туше (7:00)  | Эдриен Брайен Я. Диалетис    |
| Эге Торгенсен Ф. Режач, М. Бови    | Туше (10:14) | Морис Бови                   |

### Четвертьфинал
| Участник 1                                          | Результат   | Участник 2                      |
| --------------------------------------------------- | ----------- | ------------------------------- |
| Сандер Бьюман В. Роелс, П. Вальо, Э. Порро          | Туше (1:59) | Энрико Порро Г. Свенссон        |
| Оскари Фриман Д. Галлери, Ф. Свенссон Й. ван Маарен | Туше (7:38) | Фритьоф Свенссон Э. Йенсен      |
| Эдуард Пютсеп А. Дьерикс, В. Олсен, Й. Беранек      | По очкам    | Йозеф Беранек Ж. Буке           |
| Хейки Кяхкёнен Э. Брайен, Э. Торгенсен Я. Диалетис  | Туше (7:07) | Эге Торгенсен Ф. Режач, М. Бови |

### Полуфинал
| Участник 1                                                                       | Результат   | Участник 2                                             |
| -------------------------------------------------------------------------------- | ----------- | ------------------------------------------------------ |
| Оскари Фриман Д. Галлери, Ф. Свенссон, С. Бьюман Й. ван Маарен, Э. Йенсен        | Туше (5:27) | Сандер Бьюман В. Роелс, П. Вальо, Э. Порро Г. Свенссон |
| Хейки Кяхкёнен Э. Брайен, Э. Торгенсен, Э. Пютсеп Я. Диалетис, Ф. Режач, М. Бови | По очкам    | Эдуард Пютсеп А. Дьерикс, В. Олсен, Й. Беранек Ж. Буке |

### Финал
| Участник 1 | Результат   | Участник 2 |
| --- | ----------- | --- |
| Оскари Фриман Д. Галлери, Ф. Свенссон, С. Бьюман, Х. Кяхкёнен Й. ван Маарен, Э. Йенсен, В. Роелс, П. Вальо, Э. Порро | Туше (4:22) | Хейки Кяхкёнен Э. Брайен, Э. Торгенсен, Э. Пютсеп Я. Диалетис, Ф. Режач, М. Бови, А. Дьерикс, В. Олсен, Й. Беранек |

## Турнир за второе место

### Полуфинал
| Участник 1                 | Результат   | Участник 2                    |
| -------------------------- | ----------- | ----------------------------- |
| Сандер Бьюман Д. Галлери   | Туше (7:05) | Даниэль Галлери Й. ван Маарен |
| Хейки Кяхкёнен Ф. Свенссон | По очкам    | Фритьоф Свенссон Э. Йенсен    |

### Финал
| Участник 1                            | Результат   | Участник 2                                             |
| ------------------------------------- | ----------- | ------------------------------------------------------ |
| Хейки Кяхкёнен Ф. Свенссон, С. Бьюман | Туше (5:40) | Сандер Бьюман Д. Галлери, В. Роелс, П. Вальо, Э. Порро |

## Турнир за третье место

### Первый круг
| Участник 1              | Результат | Участник 2    |
| ----------------------- | --------- | ------------- |
| Эге Торгенсен Э. Брайен | Неявка    | Эдриен Брайен |

### Полуфинал
| Участник 1                 | Результат    | Участник 2    |
| -------------------------- | ------------ | ------------- |
| Эге Торгенсен Э. Пютсеп    | Неявка       | Эдуард Пютсеп |
| Фритьоф Свенссон С. Бьюман | Туше (21:57) | Сандер Бьюман |

### Финал
| Участник 1       | Результат | Участник 2    |
| ---------------- | --------- | ------------- |
| Фритьоф Свенссон | По очкам  | Эге Торгенсен |